# 埃伯恩
埃伯恩（德語：Ebern，發音：[ˈeːbɐn] ⓘ）是德国巴伐利亚州下弗兰肯行政区哈斯山县的城市，面积95.01平方千米，2023年12月31日人口为7,365人。